# Schrägseilbrücke (Wien)

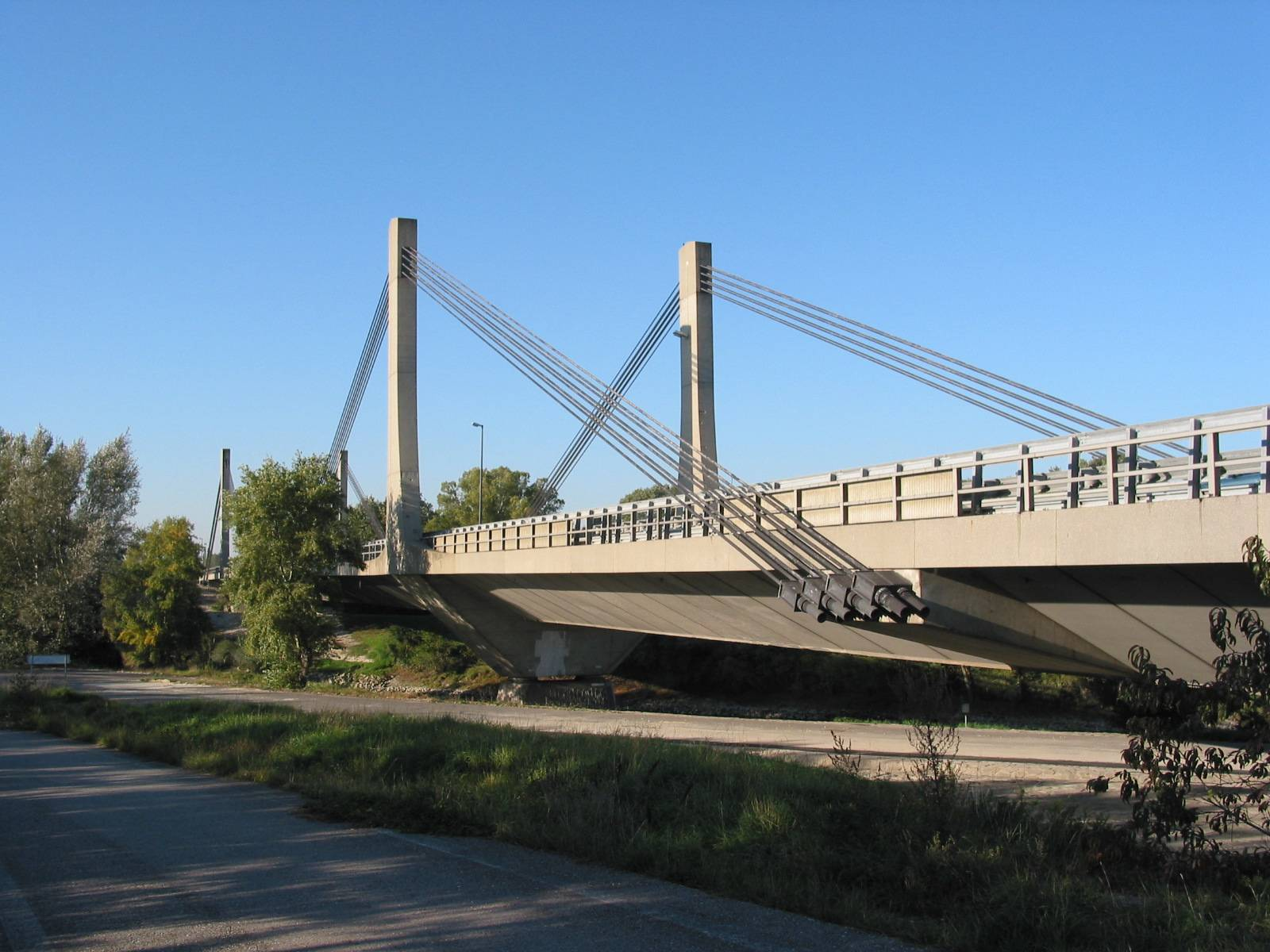
Nordseite der Schrägseilbrücke

Die Schrägseilbrücke in Wien überquert den Donaukanal in Wien und verbindet die Bezirke Simmering und Leopoldstadt. Sie ist Teil der A4 Ost Autobahn und führt den stadteinwärts fahrenden Verkehr zum Knoten Prater.

## Lage
In der Nähe der Schrägseilbrücke der Ostautobahn A4 befinden sich die Galopprennbahn Freudenau, der Freudenauer Hafen, die Entsorgungsbetriebe Simmering und der Autoabstellplatz der MA 48.

## Geschichte
Zwischen 1973 und 1975 wurde die vom Ingenieurbüro Alfred Pauser geplante, 229 Meter lange Brücke von der Porr und Neue Baugesellschaft Auterried & Co erbaut und wird nicht von der MA 29 der Stadt Wien, sondern von der ASFINAG betreut.

## Konstruktion und Bau
Die Hauptstützweite der in einem Winkel von 45 Grad zum Donaukanal stehenden Schrägseilbrücke beträgt zwischen den rund 18 Meter hohen Pylonen 119 Meter, die Seitenfelder spannen jeweils 55 Meter weit. Die stabförmigen Pylone aus Stahlbeton haben am Pylonkopf Abmessungen von 1,1 Meter quer zur Brückenrichtung und 2,15 m senkrecht dazu. Der 2,8 Meter hohe Fahrbahnträger ist ein Spannbetonhohlkasten mit einer 15,3 Meter breiten Fahrbahnplatte.
Da es der zur Verfügung stehende Platz nicht anders zuließ, wurden an jedem Ufer je eine 110 Meter lange Hälfte der Brücke parallel zum Donaukanal errichtet. Die beiden Brückenlager wurden in einem so genannten „Sandtopf“, der mit Quarzsand gefüllt war, positioniert und von hier ausgehend jede Brückenhälfte für sich symmetrisch aufgebaut.
Nach der Fertigstellung der Brückenhälften wurden diese aufeinander zugedreht und das fehlende Mittelstück hergestellt. Der unterhalb der Brückenlager befindliche Sand, der nun nicht mehr benötigt wurde, wurde durch absaugen entfernt und die Lager dadurch auf die betonierten Fundamente abgesenkt.
Die Schrägseilbrücke wurde von der ASFINAG in den Jahren 2008 bis 2009 generalsaniert.